# Wiktor Lichaczow
Wiktor Iwanowicz Lichaczow (ros. Виктор Иванович Лихачёв, ur. 1914, zm. 2005) – radziecki dyplomata.

## Życiorys
Członek WKP(b), ukończył studia na Wydziale Chemicznym Uniwersytetu Moskiewskiego, od 1942 pracował w Ludowym Komisariacie/Ministerstwie Spraw Zagranicznych ZSRR, 1944-1945 konsul ZSRR w Lanzhou (Chiny), 1946-1947 i 1949-1952 pomocnik wiceministra spraw zagranicznych ZSRR. 1952-1957 radca Ambasady ZSRR w Chinach, 1957-1958 ekspert-konsultant Wydziału Dalekowschodniego MSZ ZSRR, 1958-1961 kierownik Wydziału Azji Południowo-Wschodniej MSZ ZSRR, 1961-1966 kierownik Wydziału Azji Południowej MSZ ZSRR. Od 1967 kierownik Wydziału Dalekowschodniego i członek Kolegium MSZ ZSRR, od 2 października 1970 do 19 kwietnia 1975 ambasador nadzwyczajny i pełnomocny ZSRR w Wenezueli, później wiceminister spraw zagranicznych ZSRR, 1981 zwolniony.